# 4K51 Roubej

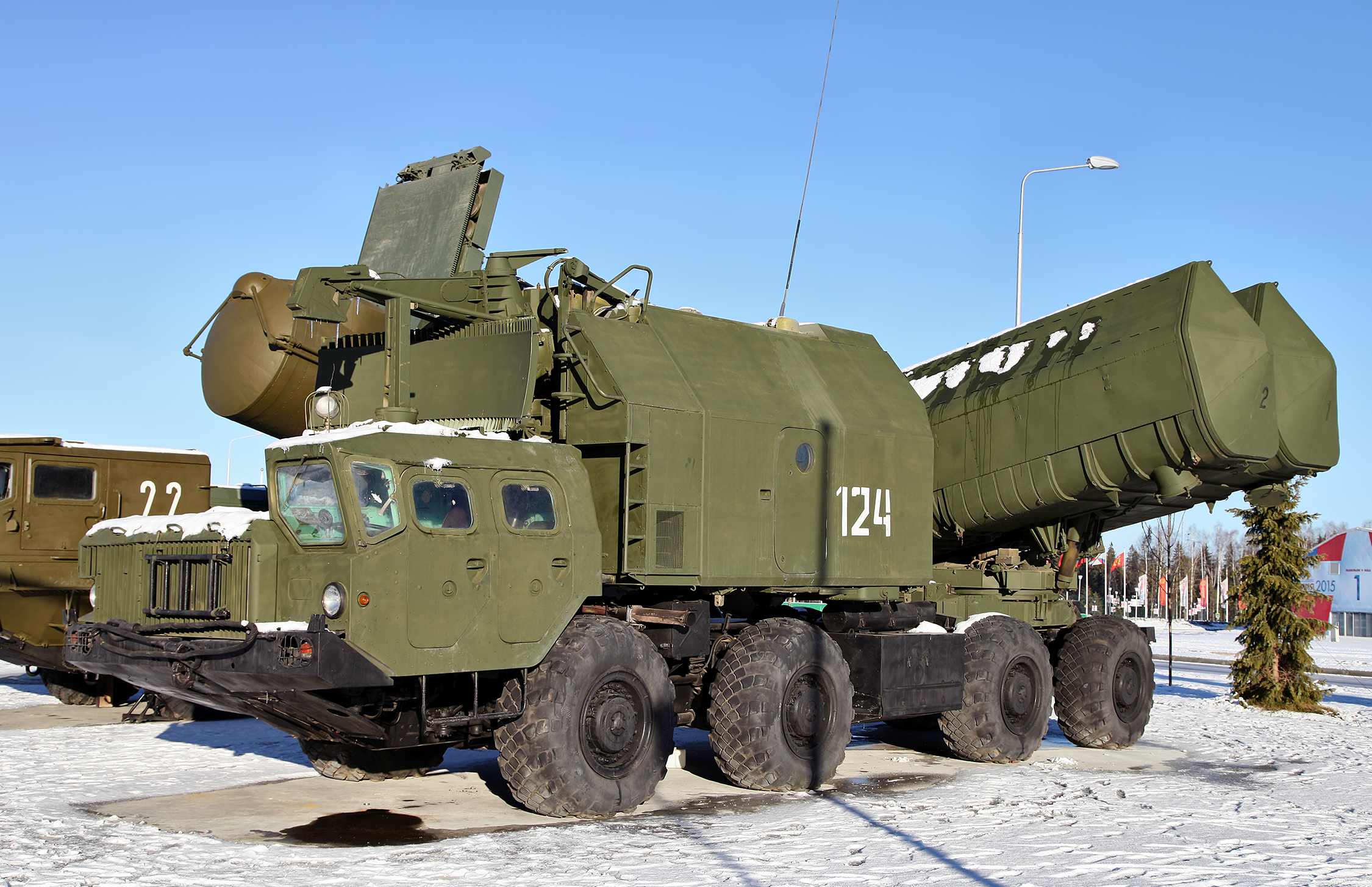
4K51 Roubej.

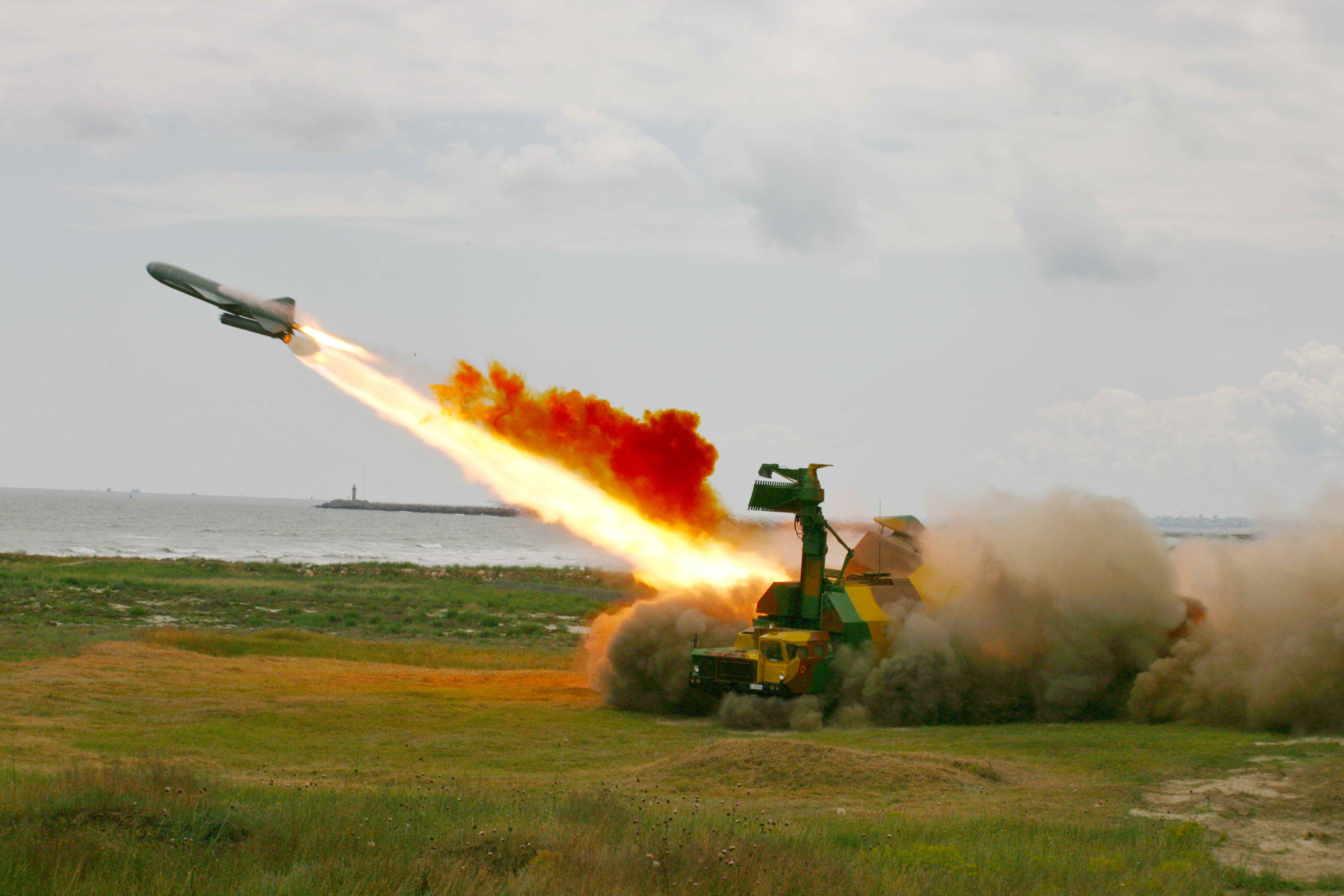
Un Roubej roumain lance un missile P-15 durant un exercice de tir en 2010 depuis le Camp d'entrainement du cap Midia.

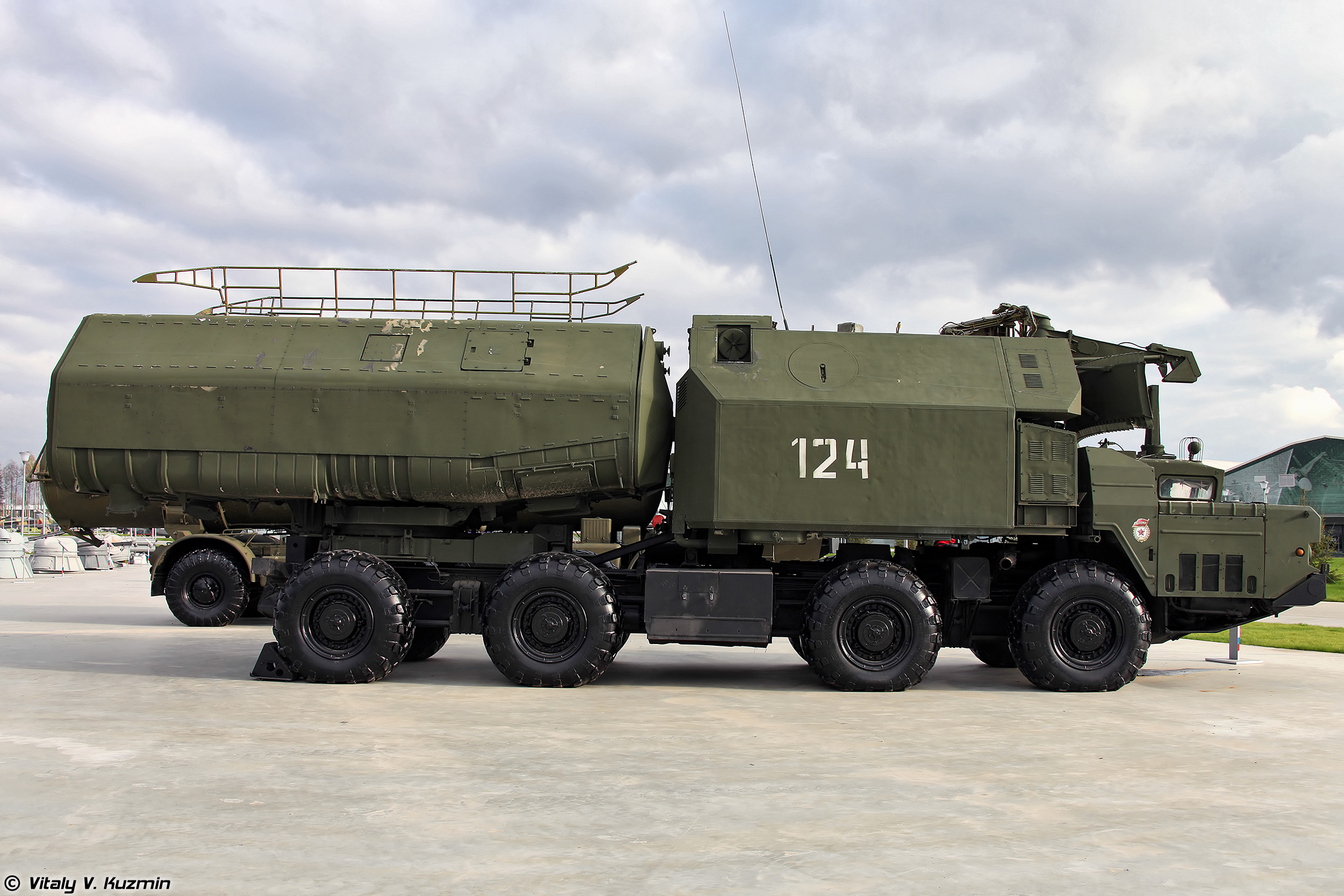
Lanceur Roubej en configuration transport

Le 4K51 Roubej (en cyrillique : 4K51 Рубеж, code OTAN : SSC-3 Styx) est un système de missiles côtiers mobiles de fabrication soviétique mis au point dans les années 1970 par le MKB Raduga (en). Le système utilise le missile de croisière subsonique P-15 Termit antinavire dans sa version de défense côtière « P-15M ». Il utilise le tracteur-érecteur-lanceur MAZ-543.

## Description
Contrairement à ses prédécesseurs, le Sopka (ru) et le 4K44b Redut, le « 4K51 Roubej » est le premier système de missiles côtiers soviétique capable de détecter, suivre et neutraliser des cibles navales en toute autonomie. Il est entré en service dans la Marine soviétique en 1978 et a connu un certain succès commercial depuis les années 1980.
Le système est toujours en service au sein de la Marine russe, bien qu'en nombre limité d'unités, et dans les forces armées de Cuba, du Vietnam et de Syrie.

## Opérateurs

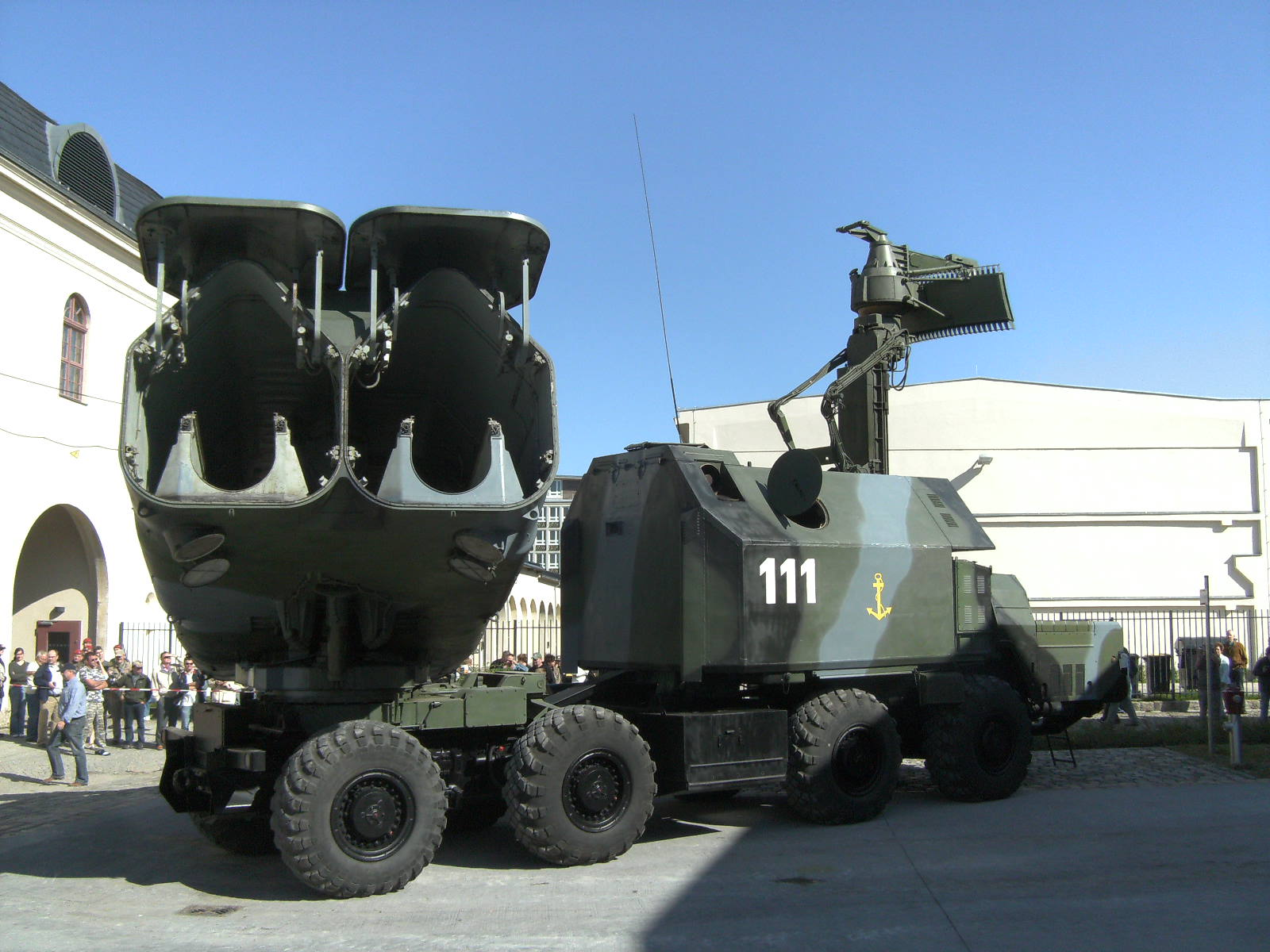
Un Roubej de l'Allemagne de l'est avec tubes lance-missiles ouverts et bras mécanique doté d'un radar externe, Dresde, 2008.

### Actuels
Russie
- En 2018, le Roubej est en service dans la Flotte de la Mer noire (Sébastopol), Flotte de la Baltique (Donskoye), Flotte du Nord (Shezhnogorsk) et Flotte du Pacifique (ile Shakalin)[1].

 Cuba
- 4 lanceurs Roubej (1 système) en service en 2017[2].

 Viêt Nam
- Quelques exemplaires en service en 2017[3].

 Syrie
- Quelques exemplaires en service en 2017[4].

### Passés

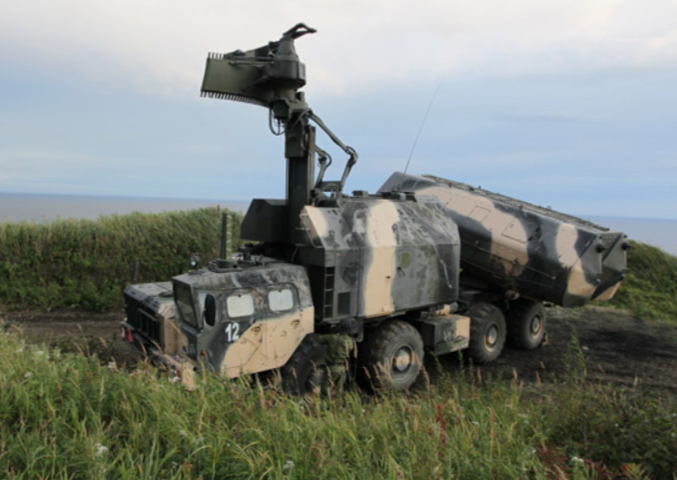
Complexe de missiles de la flotte russe de la mer Noire

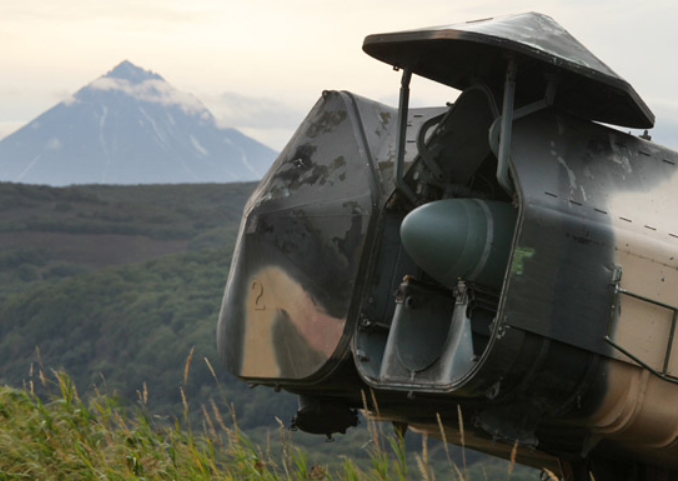
Fusée avant le lancement

- Algérie
- Bulgarie
- Allemagne de l'Est
- Égypte
- Inde
- Libye
- Monténégro
- Roumanie
- Ukraine
- Union soviétique
- Yémen
- Yougoslavie

## Source de traduction
- (it) Cet article est partiellement ou en totalité issu de l’article de Wikipédia en italien intitulé « 4K51 Rubezh » (voir la liste des auteurs).